# Portugal Masters 2011
De Portugal Masters van 2011 wordt van 13-16 oktober gespeeld op de Victoria-baan, een van de zeven golfbanen van Oceânico Golf in Vilamoura. De baan werd ontworpen door Arnold Palmer.
Het toernooi maakt deel uit van de Europese PGA Tour. Het prijzengeld is € 2.500.000. Het toernooi werd in 2010 gewonnen door Richard Green.

## Verslag
Ronde 1
De blonde Zuid-Afrikaan James Kingston was met een score van 64 (-8) de beste speler van de ochtendronde. Aan het einde van de dag was dat niet veranderd, er stonden vijf spelers op -7 en negen spelers op -6, waaoronder Maarten Lafeber. Joost Luiten had -5 en stond daarmee op de 16de plaats.
Ronde 2
In de ochtendronde kwam Simon Khan aan de leiding met -13, op de voet gevolgd door Rhys Davies, maar er waren nog veel spelers in de baan. James Kingston stond al -3 na vier holes. Robert-Jan Derksen is met een totaal van -7 de beste Nederlander, Nicolas Colsaerts had ook -7, Luiten had -6, Kingston, Floris de Vries miste de cut.
Ronde 3
Hennie Otto startte al voor half negen, maakte een ronde van 63, vestigde een nieuw toernooirecord, werd clubhouse leader en eindigde ronde 3 op de 8ste plaats. Rafael Cabrera Bello maakte 64, gelijk aan het inmiddels voormalig toernooirecord, en nam de leiding van Otto over. 
Ronde 4
De laatste ronde zorgde voor een verrassende winnaar, eerder in 2011 won hij de St Andrews Links Trophy en midden september speelde hij nog in het winnende team van de Walker Cup, daarna werd hij professional en in de laatste ronde van deze Portugal Masters nam hij met zijn zesde birdie de leiding over van Peter Hanson. Met drie slagen voorsprong liep Lewis de laatste hole op. Als rookie won hij zijn eerste toernooi op de Europese Tour.
- Leaderboard

| Naam                 | R1 | Score | Nr  | R2 | Score | Totaal | Nr  | R3 | Score | Totaal | Nr  | R4 | Score | Totaal | Nr  |
| -------------------- | -- | ----- | --- | -- | ----- | ------ | --- | -- | ----- | ------ | --- | -- | ----- | ------ | --- |
| Tom Lewis            | 70 | -2    | T67 | 64 | -8    | -10    | T8  | 68 | -4    | -14    | T8  | 65 | -7    | -21    | 1   |
| Rafael Cabrera Bello | 69 | -3    | T42 | 65 | -7    | -10    | T8  | 64 | -8    | -18    | 1   | 71 | -1    | -19    | 2   |
| Christian Nilsson    | 69 | -3    | T42 | 64 | -8    | -11    | T5  | 66 | -6    | -17    | T2  | 71 | -1    | -18    | T3  |
| Felipe Aguilar       | 66 | -6    | T8  | 66 | -6    | -12    | T2  | 67 | -5    | -17    | T2  | 71 | -1    | -18    | T3  |
| Thomas Bjørn         | 65 | -7    | T2  | 69 | -3    | -10    | T8  | 66 | -6    | -16    | T4  | 71 | -1    | -17    | T8  |
| Peter Hanson         | 66 | -6    | T8  | 70 | -2    | -8     | T22 | 64 | -8    | -16    | T4  | 72 | par   | -16    | T11 |
| James Kingston       | 64 | -8    | 1   | 68 | -4    | -12    | T2  | 70 | -2    | -14    | T8  | 70 | -2    | -16    | T11 |
| Hennie Otto          | 72 | par   | T97 | 67 | -5    | -5     | T56 | 63 | -9    | -14    | T8  | 71 | -1    | -15    | T16 |
| Simon Khan           | 65 | -7    | T2  | 66 | -6    | -13    | 1   | 71 | -1    | -14    | T8  | 71 | -1    | -15    | T17 |
| Rhys Davies          | 65 | -7    | T2  | 67 | -5    | -12    | T2  | 72 | par   | -12    | T13 | 69 | -3    | -15    | T17 |
| David Dixon          | 69 | -3    | T42 | 64 | -8    | -11    | T5  | 70 | -2    | -13    | 12  | 73 | +1    | -12    | T29 |
| Joost Luiten         | 67 | -5    | T16 | 71 | -1    | -6     | T43 | 69 | -3    | -9     | T35 | 69 | -3    | -12    | T29 |
| Robert-Jan Derksen   | 69 | -3    | T42 | 68 | -4    | -7     | T34 | 70 | -2    | -9     | T35 | 71 | -1    | -10    | T44 |
| Nicolas Colsaerts    | 68 | -4    | T32 | 69 | -3    | -7     | T34 | 71 | -1    | -8     | T47 | 70 | -2    | -9     | T44 |
| Maarten Lafeber      | 66 | -6    | T8  | 72 | par   | -6     | T43 | 71 | -1    | -7     | T59 | 73 | +1    | -6     | T62 |
| Floris de Vries      | 72 | par   | T97 | 72 | par   | par    | MC  |    |       |        |     |    |       |        |     |

| Leider |  | Toernooirecord |  | MC = missed cut = cut gemist |

## De spelers
| - Felipe Aguilar - Thomas Aiken - Fredrik Andersson Hed - Seve Benson - Thomas Bjørn - Richard Bland - Grégory Bourdy - Gary Boyd - Mark Brown - Rafael Cabrera Bello - Alejandro Cañizares - Christian Cévaër - Robert Coles - Nicolas Colsaerts - Rhys Davies - Robert-Jan Derksen - David Dixon - Stephen Dodd - Andrew Dodt - Jamie Donaldson - Nick Dougherty - Bradley Dredge - David Drysdale - Simon Dyson - Rafa Echenique - Johan Edfors - Niclas Fasth - Gonzalo Fernández-Castaño - Kenneth Ferrie - Richard Finch | - Oliver Fisher - Ross Fisher - Mark Foster - Marcus Fraser - Stephen Gallacher - Ignacio Garrido - Jean-Baptiste Gonnet - Ricardo González - Tano Goya - Richard Green (2010) - Matt Haines - Søren Hansen - Peter Hanson - Padraig Harrington - Grégory Havret - Oskar Henningsson - Michael Hoey - Keith Horne - David Horsey - David Howell - Jeppe Huldahl - Raphaël Jacquelin - Thongchai Jaidee - Miguel Ángel Jiménez - Per-Ulrik Johansson - Michael Jonzon - Anthony Kang - Martin Kaymer - Simon Khan - James Kingston | - Søren Kjeldsen - José Manuel Lara - Pablo Larrazábal - Paul Lawrie - Peter Lawrie - Thomas Levet - Shane Lowry - Joost Luiten - David Lynn - Pablo Martín - Gareth Maybin - Richard McEvoy - Paul McGinley - Ross McGowan - Damien McGrane - Francesco Molinari - Colin Montgomerie - James Morrison - Christian Nilsson - Alexander Norén - Steven O'Hara - José Maria Olazabal - Thorbjørn Olesen - Gary Orr - Hennie Otto - John Parry - Phillip Price - Alvaro Quiros (2008) - Richie Ramsay - Robert Rock | - Brett Rumford - Marcel Siem - Graeme Storm - Scott Strange - Alvaro Velasco - Floris de Vries - Anthony Wall - Peter Whiteford - Martin Wiegele - Danny Willett - Oliver Wilson - Chris Wood - Fabrizio Zanotti - Matthew Zions Sponsoruitnodiging - Tom Lewis - Marc Warren - Tiago Cruz - John Daly - Paul Broadhurst - Gary Murphy Nationale Order of Merit - Antonio Rosado - Ricardo Santos - Hugo Santos - José-Filipe Lima Amateurs - Goncalo Pinto - Pedro Figueiredo |

## Trivia
- Voor John Daly was dit het 8ste toernooi van de Europese Tour in 2011 en de 6de keer dat hij de cut niet haalde.